# Muille-Villette
Muille-Villette är en kommun i departementet Somme i regionen Hauts-de-France i norra Frankrike. Kommunen ligger i kantonen Ham som tillhör arrondissementet Péronne. År 2022 hade Muille-Villette 790 invånare.

## Befolkningsutveckling
Antalet invånare i kommunen Muille-Villette
| Referens: INSEE |